# Hospitium
Een hospitium is van oorsprong een klooster of onderdeel van een klooster dat onderdak biedt aan pelgrims en andere reizigers. Dit onderdeel van het klooster staat in nauw verband met de kloosterlijke gastvrijheid. Het woord betekent: gastenverblijf.
Onder een gastenverblijf verstaat men in dit verband meestal een afzonderlijk gebouw op het kloosterterrein dat al dan niet in verbinding staat met het eigenlijke klooster. Het bestaat in het algemeen uit een aantal gastenkamers die aan de gasten worden toegewezen en qua inrichting kunnen variëren van een soort hotelkamer tot een eenvoudige cel met slechts een studeertafel, een bed, aan de wand een kruisbeeld en als literatuur een bijbel en een religieus tijdschrift. Meestal is er ook een gemeenschappelijke ruimte en een keukentje, alsmede een kleine bibliotheek.
Vroeger waren het vaak pelgrims die onderdak genoten.
De meeste gasten komen tegenwoordig voor een bezinningsweekend, waarbij ze in het algemeen worden uitgenodigd om het koorgebed bij te wonen. Het hangt van het klooster af in hoeverre verder aan het kloosterleven kan worden deelgenomen. Meestal is er een kloosterling die zich over de gasten ontfermt. Dit is de gastenpater of gastenzuster.

## Bredere betekenis
Tegenwoordig wordt het begrip breder gebruikt. Zo worden bijvoorbeeld studentenhuizen zo genoemd en ook de organisaties die zich richten op deze huisvesting.
Het woord wordt ook eufemistisch gebruikt voor plekken waar mensen tijdelijk en onvrijwillig worden ondergebracht, zonder dat zij dit mogen verlaten (of onder strenge voorwaarden), zoals een grenshospitium voor vluchtelingen. Het is dan nog net geen huis van bewaring.
Daarnaast wordt het woord hospitium ook gebruikt voor een huis of inrichting waar men palliatieve zorg geeft aan mensen met een korte levensverwachting (bijvoorbeeld minder dan 3 maanden). Patiënten met een onbehandelbare terminale ziekte kunnen hier een medische behandeling krijgen die gericht is op pijnbestrijding en een waardig einde. Meestal noemt men dit echter een hospice.
bracium/brouwerij · cantharus/bron · cellae/kloostercellen · cellarium/kelder · clausuur · claustrum/kloostergang · dormitorium/slaapzaal · hospitium/gastenverblijf · infirmarium/ziekenvertrek · kapittelzaal · monasterium/kloosterkerk · pandhof · parlatorium · pistrinum/bakkerij · refectorium/refter · sacristie · scriptorium · kloostertuin